# Indexsatz von Hodge
Der Indexsatz von Hodge ist ein Lehrsatz aus dem mathematischen Gebiet der algebraischen Geometrie. Er berechnet die Signatur algebraischer Flächen.
Er besagt: Sei {\displaystyle H} ein ampler Divisor auf einer algebraischen Fläche {\displaystyle X}. Dann ist die Schnittform negativ definit auf {\displaystyle H^{\perp }}.
Dies gilt insbesondere, wenn {\displaystyle H} der Divisor des Hyperebenenschnittes einer Einbettung {\displaystyle X\to \mathbb {C} P^{n}} ist. In diesem Fall ist {\displaystyle H\cdot H=\deg(X)>0}, womit sich der Trägheitsindex der Schnittform als {\displaystyle (1,d-1)} ergibt, wobei {\displaystyle d} die Dimension des Vektorraums rationaler Divisoren modulo algebraischer Äquivalenz (äquivalent der Rang der Néron-Severi-Gruppe) ist.
Der Satz wurde von Hodge als Anwendung der topologischen Methoden Lefschetzs in der komplexen algebraischen Geometrie bewiesen. In Lehrbüchern wird er heute meist als Konsequenz des Satzes von Riemann-Roch oder auch aus den Kähler-Identitäten hergeleitet. Er gilt allgemeiner über beliebigen algebraisch abgeschlossenen Körpern.